# Joachim Brendel
Joachim Brendel (27 de abril de 1921 - 7 de julho de 1974) foi um oficial alemão que serviu durante a Segunda Guerra Mundial. Foi condecorado com a Cruz de Cavaleiro da Cruz de Ferro.

## Carreira

### Patentes
Hauptmann

### Condecorações
| Cruz de Ferro (1939) 2ª Classe     | 3 de julho de 1941     |
| Cruz de Ferro (1939) 1ª Classe     | 21 de abril de 1942    |
| Troféu de Honra da Luftwaffe       | 15 de março de 1943    |
| Cruz Germânica em Ouro             | 17 de maio de 1943     |
| Cruz de Cavaleiro da Cruz de Ferro | 22 de novembro de 1943 |
| Folhas de Carvalho nº 697          | 14 de janeiro de 1945  |